# 地獄嶺

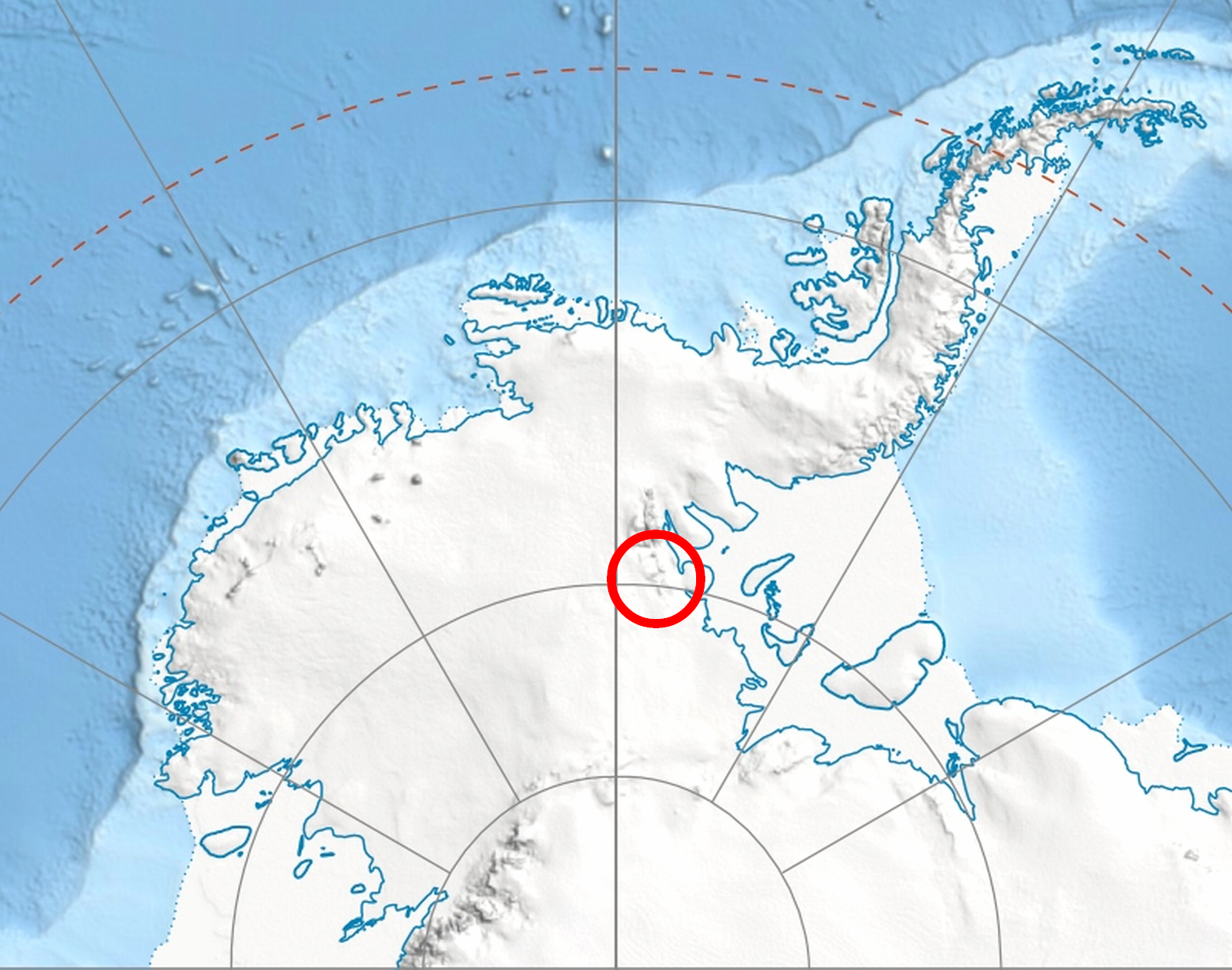

79°26′S 84°13′W / 79.433°S 84.217°W
地獄嶺（英語：Inferno Ridge）是南極洲的山嶺，位於埃爾斯沃思地，屬於埃爾斯沃思山脈中赫里蒂奇嶺的一部分，全長13公里，現時由南極條約體系管理。